# Mistrzostwa Afryki w Zapasach 1998
Mistrzostwa Afryki w zapasach w 1998 roku rozegrano w dniach 23-26 kwietnia w Kairze w Egipcie.

## Tabela medalowa
Gospodarz zawodów został zaznaczony kolorem.
| Miejsce | Kraj                     | Złoto | Srebro | Brąz | Razem |
| 1       | Egipt                    | 6     | 6      | 8    | 20    |
| 2       | Tunezja                  | 5     | 4      | 4    | 13    |
| 3       | Południowa Afryka        | 3     | 5      | 3    | 11    |
| 4       | Maroko                   | 3     | 2      | 1    | 6     |
| 5       | Algieria                 | 2     | 3      | 3    | 8     |
| 6       | Senegal                  | 2     | 1      | 1    | 4     |
| 7       | Kamerun                  | 1     | 0      | 0    | 1     |
| 8       | Wybrzeże Kości Słoniowej | 0     | 1      | 0    | 1     |
| 9       | Namibia                  | 0     | 0      | 1    | 1     |
| 9       | Gwinea                   | 0     | 0      | 1    | 1     |
|         | razem:                   | 22    | 22     | 22   | 66    |

## Wyniki mężczyźni

### styl wolny
| Waga   | Złoto:                            | Srebro:                 | Brąz:               |
| 54 kg  | Ali Abu Talib Muhammad            | Shaun Williams          | Said Kedjaouar      |
| 58 kg  | Jantije Smit                      | Szaban as-Sajjid Szaban | Mohamed Benhamadi   |
| 63 kg  | Ahmad Ismat                       | Farid Hannoun           | Jabeur Dridi        |
| 69 kg  | Bennie Labuschagne                | Félix Diédhiou          | Amr Hasan Ali       |
| 76 kg  | Jannie du Toit                    | Muhammad Abd al-Latif   | Nico Jacobs         |
| 85 kg  | Alioune Diouf                     | Vincent Aka-Akesse      | Muhammad al-Chudari |
| 97 kg  | Isaac M’pia                       | Phanie Vermaak          | Ahmad Sabir Chalil  |
| 130 kg | Hiszam Abd al-Wahhab Abd al-Mumin | Umran al-Ajjari         | Dries Pretorius     |

### styl klasyczny
| Waga   | Złoto:                 | Srebro:               | Brąz:                      |
| 54 kg  | Aszraf al-Gharabili    | Mohamed Saadi         | Walid Nefzi                |
| 58 kg  | Mohamed Benhamadi      | Sabir Mahmud Muhammad | Nabil Salihi               |
| 63 kg  | Jasin Dżakrir          | Raynard Mouton        | Mustafa al-Kist            |
| 69 kg  | Anwar Kandafil         | Jacques Rossouw       | Abduh as-Sajjid al-Barbari |
| 76 kg  | Muhammad Abd al-Fattah | Umar Basz Hanba       | Gideon Malherbe            |
| 85 kg  | Karam Dżabir           | Sofiane Oudina        | Mohamed Smiry              |
| 97 kg  | Hasan al-Fakiri        | Markus Dekker         | Muhammad Kamal             |
| 130 kg | Umran al-Ajjari        | Muhammad as-Sajjid    | Riaan van Bentheim         |

## Wyniki kobiety

### styl wolny
| Waga  | Złoto:                | Srebro:                     | Brąz:                     |
| 46 kg | Fadila al-Lawati      | Malouni Bouchra             | Kaba Aicha                |
| 51 kg | Imani Amel            | Nur al-Huda al-Badżawi      | Bovtchiche Sihen          |
| 56 kg | Salma Ferchichi       | Bovtambe Bochre             | At-Tahira ar-Rifa’i Hasan |
| 62 kg | Asmaa Eddahar         | Jusrijja Madżdi Abd al-Muti | Zaraa Raouafi             |
| 68 kg | Marie Nicole Diédhiou | Rim Garram                  | Ajat Fath Allah Chalifa   |
| 75 kg | Saida Riabi           | Fatima Husajn Kamil         | Sona Bassa                |